# Dronfield
Dronfield est une ville dans le nord du Derbyshire, au Royaume-Uni. 
Le siège du Sheffield Football Club est près de Dronfield.

## Personnalités liées à la ville
- Bruce Chatwin (1940-1989), écrivain, auteur notamment de récits de voyages, y est né ;
- Roy Goodall (1902-1982), footballeur, y est né ;
- John Hewitt (1880-1961), zoologiste sud-africain d'origine britannique, y est né.